# パワースレイヴ
『パワースレイヴ』 (Powerslave) は、アイアン・メイデンの5枚目のスタジオ・アルバム。1984年9月3日に発売された。

## 収録曲
1. 撃墜王の孤独 - Aces High  (Steve Harris)[4:29]
第二次世界大戦を背景に、英国の主力戦闘機スピットファイアと敵国ドイツの主力戦闘機メッサーシュミットとの空中戦を描いた曲。
2. 悪夢の最終兵器（絶滅2分前） - 2 Minutes To Midnight  (Bruce Dickinson, Adrian Smith)[5:59]
ちなみにこの曲は『グランド・セフト・オート・バイスシティ』に収録された曲でもある。
3. ロスファー・ワーズ - Losfer Words (Big 'Orra)  (Harris) [4:12]
4. 殺意の閃き - Flash Of The Blade  (Dickinson) [4:02]
映画『フェノミナ』の主題歌。
5. 誇り高き決闘 - The Duellists  (Harris)[6:06]
6. バック・イン・ザ・ヴィレッジ - Back In The Village (Dickinson, Smith)  [5:00]
7. パワースレイヴ〜死界の王、オシリスの謎〜 - Powerslave  (Dickinson) [7:07]
本アルバムのタイトル・トラックで、古代エジプトをテーマにした曲。
8. 暗黒の航海 - Rime Of The Ancient Mariner  (Harris)[13:34]
サミュエル・テイラー・コールリッジの詩を下敷きにとある苦難の航海を描いている。
2015年に18分超の「エンパイア・オブ・ザ・クラウズ（Empire Of The Clouds)」が発表されるまではバンド最長の楽曲であった。

## 参加ミュージシャン
- スティーヴ・ハリス  Steve Harris - ベース、ヴォーカル
- ブルース・ディッキンソン  Bruce Dickinson - リード・ヴォーカル
- デイヴ・マーレイ  Dave Murray - ギター
- エイドリアン・スミス  Adrian Smith - ギター、ヴォーカル
- ニコ・マクブレイン  Nicko McBrain - ドラムス